# Свен-Йоран Ерікссон
Свен-Йоран Ерікссон (швед. Sven-Göran Eriksson, швед. вимова: [svɛnˈjœ̂ːran ˈêːrɪkˌsɔn] ( прослухати), нар. 5 лютого 1948, Турсбю, Швеція — 26 серпня 2024, Сунне, Вермланд, Швеція) — шведський футболіст, захисник. Після завершення ігрової кар'єри — футбольний тренер.

## Ігрова кар'єра
У дорослому футболі дебютував 1966 року виступами за команду клубу «Турсбю», в якій провів п'ять сезонів, взявши участь у 109 матчах чемпіонату.
Згодом, з 1971 по 1973 рік грав у складі команд клубів «Сіфхелла» та «Карлскога».
1973 року перейшов до клубу «Вестра Фрелунда», за який відіграв 2 сезони. Більшість часу, проведеного у складі «Вестра Фрелунди», був основним гравцем захисту команди. Завершив професійну кар'єру футболіста виступами за команду «Вестра Фрелунда» у 1975 році.

## Кар'єра тренера
Перший свій клуб Свен-Йоран Ерікссон отримав у віці 28 років. Їм був «Дегерфорс», який представляв на момент початку роботи Ерікссона третій дивізіон чемпіонату Швеції. Через три роки тренер привів його в елітну шведську лігу. Помітивши подібні досягнення Ерікссона провідний клуб країни «Гетеборг» запросив його до себе. За два роки Ерікссон двічі зробив «Гетеборг» чемпіоном країни, завоював два Кубки Швеції та Кубок УЄФА.
Виграш єврокубка звернув на Ерікссона увагу зарубіжних колективів. Період з 1982 по 1984 швед провів в Португалії, де знову-таки двічі став чемпіоном країни й взяв один Кубок з «Бенфікою». Після цього фахівця помітили італійці. Тому 1985 року Ерікссон приступив до роботи в цій країні. Першим його клубом на Апеннінах була «Рома». З нею він претендував на чемпіонство, але програв в останньому турі й, поступившись скудетто «Ювентусу» змушений був задовольнятися Кубком Італії.
Пішовши з «Роми» в 1987 році, він провів два посередніх сезони з «Фіорентиною», після чого повернувся в «Бенфіку», яку (крім чемпіонства в Португалії) вивів до фіналу Ліги чемпіонів 1990 року.
Італійці розуміють, що Ерікссону необхідно надавати більше довіри, і «Сампдорія» дає йому карт-бланш на цілих п'ять років (з 1992 по 1997 роки). А за цей період генуезький клуб завойовує лише один Кубок країни. Зате його перший же сезон в римському «Лаціо» (1997/98) завершується завоюванням того ж трофея. У чемпіонаті країни «Лаціо» знову бореться за чемпіонство, а в Кубку УЄФА доходить до фіналу, в якому поступається «Інтернаціонале» 0:3. Проте вже через рік «Лаціо» бере свій перший європейський трофей. Їм стає останній в історії Кубок володарів кубків, у фіналі якого римляни обіграють іспанську «Мальорку». Навесні «Лаціо» знову був близький до чемпіонства, але знову-таки титул був упущений в останньому турі, цього разу, «Мілану». У сезоні Ерікссон 1999/00 нарешті таки заробляє скудетто, разом з Кубком Італії, після чого покинув клуб.
2001 року швед отримує запрошення від Англійської Федерації Футболу очолити місцеву збірну. Збірну Англії Ерікссон прийняв, коли та перебувала в дуже складному становищі, і зумів вивести її до фінальної частини чемпіонату світу 2002 року. Після цього з командою виходить і на наступні два форуми — Євро-2004 та ЧС-2006 та був оцінений ФА, як другий найуспішніший тренер збірної Англії після Альфа Ремзі.
З липня 2007 року по 2 червня 2008 року очолював англійський «Манчестер Сіті», після чого з 3 червня 2008 року по 2 квітня 2009 року очолював збірну Мексики.
З липня 2009 по лютий 2010 року був спортивним директором клубу «Ноттс Каунті», що виступав у четвертому за силою дивізіоні Англії й покинув цей пост після зміни керівництва клубу.
Протягом березня-червня 2010 року був тренером збірної Кот-д'Івуару, якою керував на чемпіонаті світу 2010 року, проте не зміг вивести команду з групи та покинув африканську збірну.

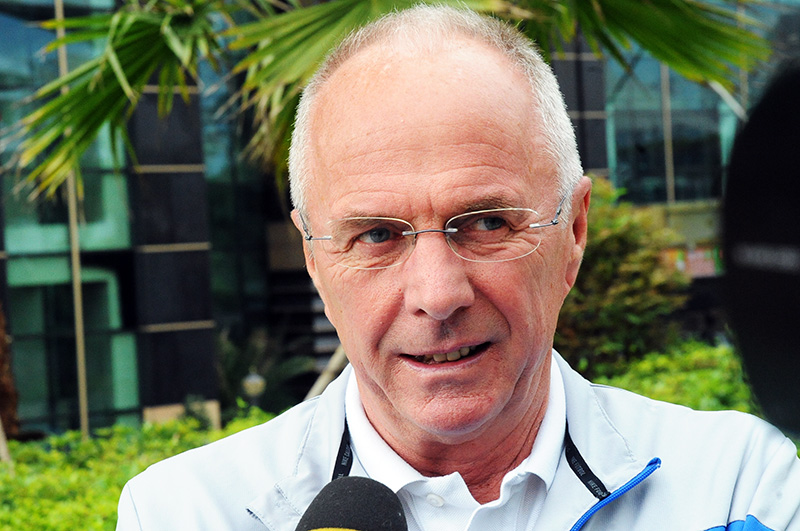
Свен-Йоран Ерікссон у 2014 році.

1 жовтня 2010 року призначений головним тренером «Лестер Сіті». Контракт був підписаний на два роки. 24 жовтня 2011 року Ерікссон був звільнений з поста наставника «лисиць».
У грудні 2012 року вів переговори з Федерацією футболу України щодо вакантного місця на посаду головного тренера збірної цієї країни, які не завершилися успіхом. В цей же період був технічним директором таїландського клубу «БЕК Теро Сасана» (2012) та еміратського «Аль-Насра» (Дубай) (2013).
4 червня 2013 року очолив китайський клуб «Гуанчжоу Фулі», після чого працював у Китаї з клубами «Шанхай СІПГ» та «Шеньчжень».
27 жовтня 2018 року погодився очолити тренерський штаб збірної Філіппін, яка саме готувалася до участі у своєму першому великому міжнародному турнірі — Кубку Азії з футболу 2019. Вони програли свій перший матч Південній Кореї з рахунком 0:1. За цим послідувала поразка з рахунком 0:3 від Китаю, який тренував друг Ерікссона Марчелло Ліппі. Філіппіни завершили свою кампанію на Кубку Азії, програвши Киргизстану з рахунком 1:3, де втішний гол Штефана Шрека став першим і єдиним голом Філіппін на турнірі. Після невдалого дебюту Філіппін на Кубку Азії Ерікссон завершив свою роботу на посаді головного тренера національної збірної, однак продовжив працювати консультантом.

## Титули і досягнення

### Як тренера
- Володар Кубка Швеції (2):

«Гетеборг»: 1979, 1982
- Чемпіон Швеції (1):

«Гетеборг»: 1982
- Чемпіон Португалії (3):

«Бенфіка»: 1982-83, 1983-84, 1990-91
- Володар Кубка Португалії (1):

«Бенфіка»: 1982-83
- Володар Суперкубка Португалії (1):

«Бенфіка»: 1989
- Володар Кубка Італії (4):

«Рома»: 1985-86: «Сампдорія»: 1993-94
«Лаціо»: 1997-98, 1999-00
- Володар Суперкубка Італії (2):

«Лаціо»: 1998, 2000
- Чемпіон Італії (1):

«Лаціо»: 1999-00
- Володар Кубка УЄФА (1):

«Гетеборг»: 1981-82
- Володар Кубка Кубків УЄФА (1):

«Лаціо»: 1998-99
- Володар Суперкубка УЄФА (1):

«Лаціо»: 1999

### Індивідуальні
Футбольний тренер року в Італії: 2000

## Особисте життя
Ерікссон одружився з Анн-Крістін Петтерссон у липні 1977 року. У 1994 році вони подали на розлучення. У них двоє дітей.
У травні 1998 року познайомився з Ненсі Делл'Оліо і через півроку вони почали стосунки. У 2001 році вони переїхали до Лондона. На початку 2002 року у Ерікссона був роман із телеведучою Ульрікою Йонссон, але згодом він повернувся до Делл'Оліо. У серпні 2004 року Ерікссон закрутив роман із секретаркою Фарією Алам. Делл'Оліо була засмучена, але вирішила залишитися з Ерікссоном. Втім у серпні 2007 року пара остаточно розлучилася.
Автобіографія Ерікссона «My Story» була опублікована в листопаді 2013 року.
У жовтні 2016 року Ерікссон оголосив, що буде подавати позов проти Маджера Махмуда на підставі того, що історія News of the World у січні 2006 року коштувала йому роботи в Англії.
У січні 2024 року Ерікссон оголосив, що у нього діагностовано рак підшлункової залози в термінальній стадії, і «залишилося жити в кращому випадку близько року».